# Pachydissus schmutzenhoferi
Pachydissus schmutzenhoferi är en skalbaggsart som beskrevs av Holzschuh 1990. Pachydissus schmutzenhoferi ingår i släktet Pachydissus och familjen långhorningar. Inga underarter finns listade i Catalogue of Life.